# حساء البصل
حساء البصل الفرنسي (بالفرنسية: Soupe à l'oignon)‏ وصفة من أشهر الوصفات الفرنسية. يقدّم عادةً حساء البصل قبل الوجبات الرئيسية و يحضّر من البصل، الزبدة، الدقيق، مرق اللحم، الخبز الفرنسي، الجبن الأصفر، الفلفل والملح. على الرغم من كونه قديمًا في الأصل، إلا أن الطبق شهد عودة شعبية في الستينيات في الولايات المتحدة بسبب الاهتمام الأكبر بالمطبخ الفرنسي. عادة يتم تقديم حساء البصل الفرنسي كبداية.

## التاريخ
كانت حساء البصل شائعة على الأقل منذ العصر الروماني. على مر التاريخ، كان يُنظر إليها على أنها غذاء للفقراء، حيث كان البصل وفيرًا وسهل النمو. نشأت النسخة الحديثة من هذا الحساء في باريس، فرنسا في القرن الثامن عشر، المصنوع من مرق اللحم البقري والبصل بالكراميل.
يرجع الفضل في إدخال حساء البصل إلى الولايات المتحدة الأمريكية في عام 1861 إلى ماري جولي (8 نوفمبر 1835 - 26 مارس 1925)، زوجة الطباخ الشهير هنري ماك (11 أكتوبر 1837 - 24 ديسمبر 1933). غالبًا ما يتم الانتهاء من وضعها تحت شواية في رمكين (هو وعاء زجاجي صغير من السيراميك أو البلاستيك أو الفولاذ المقاوم للصدأ أو الزجاج يستخدم في الطهي وتقديم الأطباق المختلفة.) مع خبز محمص ويذوب جبن في الأعلى.

## التحضير
تختلف وصفات حساء البصل بشكل كبير:
على الرغم من أن السائل عادة ما يكون مرق اللحم ، فقد يكون مجرد ماء. يمكن إضافة الحليب. قد تكون سميكة مع البيض أو الدقيق. قد يكون غراتيني أم لا.
بشكل عام، تحدد الوصفات أنه يجب طهي البصل ببطء، ليصبح كراميل. يضاف براندي أو شيري في النهاية. غالبًا ما تعلو قاعدة الحساء بشريحة من الخبز.
بالنسبة للإصدار الغراتيني ، يعلو الخبز المحمص بالجبن والمشوي أو المخبوز. ثم يُقدم الحساء على الفور في الوعاء أو الرامكين الذي يُشوى فيه (خارج الولايات المتحدة ، يُشوى)، أو يُخبز، أو -على الطريقة العائلية- يُنقل فورًا إلى أوعية تقديم فردية عبر مغرفة.

## أسماء بديلة
تتضمن بعض الأسماء البديلة للحساء:
- حساء البصل الريسي
- غراتين باريزيان
- Gratinée des Halles
- Gratinée Lyonnaise
- شوربة البصل باليونيز
- شوربة البصل الفرنسية

## القيمة الغذائية
تحتوي وجبة حساء البصل على المعلومات الغذائية التالية:
- السعرات الحرارية: 184
- الدهون: 12
- الدهون المشبعة: 7
- الكوليسترول: 33
- الكاربوهيدرات: 12
- البروتينات: 7